# Handbalteam junioren van Servië en Montenegro (vrouwen)
Het handbalteam junioren van Servië en Montenegro is het nationale onder-19 en onder-20 handbalteam van Servië en Montenegro. Het team vertegenwoordigde Servië en Montenegro in internationale handbalwedstrijden voor vrouwen.

## Resultaten

### Wereldkampioenschap handbal onder 20
| Wereldkampioenschap handbal onder 20 | Wereldkampioenschap handbal onder 20 | Wereldkampioenschap handbal onder 20 | Wereldkampioenschap handbal onder 20 | Wereldkampioenschap handbal onder 20 | Wereldkampioenschap handbal onder 20 | Wereldkampioenschap handbal onder 20 | Wereldkampioenschap handbal onder 20 | Wereldkampioenschap handbal onder 20 |
| Jaar                                 | Resultaat                            | Wed                                  | W                                    | G                                    | V                                    | DV                                   | DT                                   | DS                                   |
| ------------------------------------ | ------------------------------------ | ------------------------------------ | ------------------------------------ | ------------------------------------ | ------------------------------------ | ------------------------------------ | ------------------------------------ | ------------------------------------ |
| 2003                                 | 18de                                 | 8                                    | 2                                    | 0                                    | 6                                    | 210                                  | 230                                  | −10                                  |
| 2005                                 | 6de                                  | 8                                    | 4                                    | 1                                    | 3                                    | 223                                  | 221                                  | +2                                   |
| Totaal                               | 2/2                                  | 16                                   | 6                                    | 1                                    | 9                                    | 433                                  | 451                                  | −8                                   |

 Kampioenen   Runners-up   Derde plaats   Vierde plaats

### Europese kampioenschappen onder 19
| Europees kampioenschap handbal onder 19 | Europees kampioenschap handbal onder 19 | Europees kampioenschap handbal onder 19 | Europees kampioenschap handbal onder 19 | Europees kampioenschap handbal onder 19 | Europees kampioenschap handbal onder 19 | Europees kampioenschap handbal onder 19 | Europees kampioenschap handbal onder 19 | Europees kampioenschap handbal onder 19 |
| Jaar                                    | Resultaat                               | Wed                                     | W                                       | G                                       | V                                       | DV                                      | DT                                      | DS                                      |
| --------------------------------------- | --------------------------------------- | --------------------------------------- | --------------------------------------- | --------------------------------------- | --------------------------------------- | --------------------------------------- | --------------------------------------- | --------------------------------------- |
| 2004                                    | 2de                                     | 7                                       | 5                                       | 0                                       | 2                                       | 227                                     | 195                                     | +32                                     |
| Totaal                                  | 1/1                                     | 7                                       | 5                                       | 0                                       | 2                                       | 227                                     | 195                                     | +32                                     |

 Kampioenen   Runners-up   Derde plaats   Vierde plaats

## Nationale juniorenteams voormalig Servië en Montenegro
- Montenegro
- Servië